# Raja Gosnell
Raja Raymond Gosnell (Los Angeles, 9 dicembre 1958) è un regista e montatore statunitense.
Noto per aver diretto Mamma, ho preso il morbillo, primo sequel di Mamma, ho perso l'aereo senza i protagonisti originali, i film in live action di Scooby-Doo e i film in live action de I Puffi.
Gosnell è da sempre amico e collaboratore di Chris Columbus.

## Filmografia

### Regista
- Mamma, ho preso il morbillo (Home Alone 3) (1997)
- Mai stata baciata (Never Been Kissed) (1999)
- Big Mama (Big Momma's House) (2000)
- Scooby-Doo (2002)
- Scooby-Doo 2 - Mostri scatenati (Scooby Doo 2: Monsters Unleashed) (2004)
- I tuoi, i miei e i nostri (Yours, Mine and Ours) (2005)
- Beverly Hills Chihuahua (Beverly Hills Chihuahua) (2008)
- I Puffi (The Smurfs) (2011)
- I Puffi 2 (The Smurfs 2) (2013)
- Show Dogs - Entriamo in scena (Show Dogs) (2018)

### Montatore (parziale)
- Mamma, ho perso l'aereo (Home Alone), regia di Chris Columbus (1990)
- Pretty Woman, regia di Garry Marshall (1990)
- Cara mamma, mi sposo (Only the Lonely), regia di Chris Columbus (1991)
- Mamma, ho riperso l'aereo: mi sono smarrito a New York (Home Alone 2: Lost in New York), regia di Chris Columbus (1992)
- Mrs. Doubtfire - Mammo per sempre (Mrs. Doubtfire), regia di Chris Columbus (1993)
- Miracolo nella 34ª strada (Miracle on 34th Street), regia di Les Mayfield (1994)
- Nine Months - Imprevisti d'amore (Nine Months), regia di Chris Columbus (1995)

#### Televisione
- Libertà di reato (Bone N Weasel), regia di Lewis Teague – film TV (1992)